# Campodorus mediosanguineus
Campodorus mediosanguineus är en stekelart som först beskrevs av Heinrich 1950.  Campodorus mediosanguineus ingår i släktet Campodorus och familjen brokparasitsteklar. Inga underarter finns listade.